# Andrea lässt sich scheiden
Pour plus de détails, voir Fiche technique et Distribution.
Andrea lässt sich scheiden est un film dramatique autrichien écrit et réalisé par Josef Hader et sorti en 2024.
Le film, avec Birgit Minichmayr dans le rôle principal, raconte l'histoire d'Andrea, policière rurale, qui veut divorcer et devenir inspectrice-détective dans la ville, mais qui est impliquée dans un délit de fuite après une fête d'anniversaire. Son mari ivre s'enfuit devant sa voiture.
Il a été sélectionné dans la section Panorama de la Berlinale 2024.

## Synopsis
Andrea vit à la campagne. Elle est mariée et travaille comme policière. Elle décide de quitter son mari et de s'installer dans la ville de St. Pölten où elle veut poursuivre une carrière d'inspectrice criminelle. Quand Andrea écrase son mari ivre après une fête d'anniversaire, elle est sous le choc. En conséquence, elle commet un délit de fuite. À son grand étonnement, peu de temps après, Franz accepte volontiers la culpabilité. Le professeur de religion et ancien alcoolique pense qu'il est l'agresseur. Tout le monde dans le village le soupçonne aussi. Alors qu'Andrea tente de brouiller les pistes, Franz recommence à boire. Infailliblement, il titube vers sa chute.

## Fiche technique
- Titre original : Andrea lässt sich scheiden
- Titre international : Andrea Gets a Divorce
- Réalisation : Josef Hader
- Scénario : Josef Hader
- Photographie : Carsten Thiele
- Montage : Roland Stöttinger
- Musique : N/A
- Costumes : Martina List
- Production : Veit Heiduschka, Michael Katz
- Sociétés de production : Wega Film et Golden Girls film production
- Pays de production : Autriche
- Langue originale : allemand
- Format : couleur
- Genre : drame
- Durée : 90 minutes
- Dates de sortie[5] :
  - Allemagne : 18 février 2024 (Berlinale)
  - Autriche : 23 février 2024

## Distribution
- Thomas Schubert (de) : Georg
- Birgit Minichmayr : Andrea
- Robert Stadlober : Walter
- Josef Hader : Franz
- Maria Hofstätter : Mitzi
- Margarete Tiesel : la mère d'Andy
- Michael Pink : Udo
- Thomas Stipsits : Andy
- Branko Samarovski : le père d'Andrea
- Wolfgang Hübsch : Nachbar
- Marlene Hauser : Gerti

## Production
Le film, cofinancé par l'Institut autrichien du cinéma, le Film Fund Vienna, Film Location Austria et l'État de Basse-Autriche, est le deuxième long métrage de Josef Hader après la comédie de 2017 Wild Mouse. En plus de la réalisation, il a écrit le scénario et joué le rôle du professeur religieux Franz dans le film.
Le film a été tourné du 9 mai 2022 au 24 juin 2022 en Basse-Autriche.

## Sortie
Andrea lässt sich scheiden connait sa première mondiale en février 2024, dans le cadre de la Berlinale 2024, dans la section Panorama
Le film sort ensuite en salles le 23 février en Autriche et le 29 février 2024 en Allemagne.